# إدوين س. بروك
إدوين س. بروك (بالإنجليزية: Edwin C. Brock)‏ هو عالم مصريات أمريكي، ولد في 20 أبريل 1946، وتوفي في 22 سبتمبر 2015 في القاهرة في مصر.